# 大溪遺址
大溪遺址位於重慶市巫山縣大溪乡，屬三峽工程淹沒區，文物遺址年代為新石器時代，2000年9月7日列為第一批重慶市文物保護單位。